# Wolodarowka
Wolodarowka (russisch Володаровка, deutsch Jodlauken, 1938–1945 Schwalbental) ist ein Ort in der russischen Oblast Kaliningrad. Er gehört zur kommunalen Selbstverwaltungseinheit Stadtkreis Tschernjachowsk im Rajon Tschernjachowsk.

## Geographische Lage
Wolodarowka liegt im Süden des Rajon Tschernjachowsk an der Regionalstraße 27A-037 (Teilstück der ehemaligen A197) von Tschernjachowsk (Insterburg) nach Krylowo (Nordenburg). Ein Bahnanschluss bestand bis 2009 über die 6 km entfernte Bahnstation Frunsenskoje (Bokellen) an der Tschernjachowsk–Schelesnodoroschny (Gerdauen).

## Geschichte
Bis 1945 war der damals Jodlauken bzw. Schwalbental genannte Ort eine Landgemeinde im Landkreis Insterburg im Regierungsbezirk Gumbinnen der preußischen Provinz Ostpreußen. Am 11. März 1874 wurde es Sitz und namensgebender Ort eines Amtsbezirks.
Am 1. Dezember 1910 betrug die Zahl der Einwohner 368. Zum 1. Juli 1929 wurden die Nachbardörfer Daubarren und Radszuhnen eingemeindet, so dass die Einwohnerzahl anstieg: 1933 lebten hier 550, und im Jahr 1939 bereits 576 Menschen.
Am 3. Juli 1938 – mit amtlicher Bestätigung vom 16. Juli 1938 – erhielt Jodlauken aus politisch-ideologischen Gründen den Namen „Schwalbental“. Der durch den Ort fließende Bach hieß Jodupe und wurde gleichzeitig in „Schwalbe“ umbenannt, heute russisch Jutschinka.
Infolge des Zweiten Weltkrieges kam der Ort unter sowjetische Verwaltung. 1947 erhielt er den russischen Namen „Wolodarowka“ und wurde gleichzeitig dem Dorfsowjet Swobodnenski selski Sowet im Rajon Tschernjachowsk zugeordnet. Von 2008 bis 2015 gehörte Wolodarowka zur Landgemeinde Swobodnenskoje selskoje posselenije und seither zum Stadtkreis Tschernjachowsk.

## Amtsbezirk Jodlauken/Schwalbental
Am 11. März 1874 bildeten 14 Landgemeinden bzw. Gutsbezirke den Amtsbezirk Jodlauken:
| Name                                            | Name (1938–1946) | Name (seit 1946) | Bemerkungen                                        |
| ----------------------------------------------- | ---------------- | ---------------- | -------------------------------------------------- |
| Landgemeinden:                                  |                  |                  |                                                    |
| Berszienen, Ksp. Jodlauken ab 1936: Berschienen | Birklacken       | Prudki           |                                                    |
| Daubarren                                       | --               | --               | 1929 in die Landgemeinde Jodlauken eingegliedert   |
| Draskinehlen                                    | Neu Lugau        | --               | 1930 in den Amtsbezirk Lugowen umgegliedert        |
| Gravenort                                       | --               | Repino           | 1930 in den Amtsbezirk Lugowen umgegliedert        |
| Jodlauken                                       | Schwalbental     | Wolodarowka      |                                                    |
| Kamputschen                                     | Kampeneck        | --               |                                                    |
| Leputschen                                      | Oberschwalben    | Lermontowo       |                                                    |
| Radszuhnen                                      | --               | Korsakowo        | 1929 in die Landgemeinde Jodlauken eingegliedert   |
| Stagutschen                                     | Dallwitz         | Listowoje        |                                                    |
| Triaken, Ksp. Jodlauken                         | Schwerfelde      | Snamenskoje      |                                                    |
| Gutsbezirke:                                    |                  |                  |                                                    |
| Davidehlen                                      | --               | Saizewo          | 1928 in die Landgemeinde Dreibrücken eingegliedert |
| Friedrichshuld                                  | --               | Pestschanaja     |                                                    |
| (Adlig) Keppurren                               | Kranichfelde     | Sibirskoje       | 1928 in die Landgemeinde Dreibrücken eingegliedert |
| Ostlöpschen                                     | Ostilmen         | Kusnetschny      | 1928 in die Landgemeinde Gravenort eingegliedert   |

Im Jahre 1908 gehörten insgesamt noch acht Gemeinden zum Amtsbezirk Jodlauken: Berszienen (Ksp. Jodlauken), Dreibrücken, Gandrinnen (1938–1946 Storchenfelde), Jodlauken, Kamputschen, Leputschen, Stagutschen und Triaken (Ksp. Jodlauken).
Am 13. September 1939 wurde der Amtsbezirk Jodlauken offiziell in „Amtsbezirk Schwalbental“ umbenannt, und am 1. Januar 1945 waren in diesen Amtsbezirk integriert: Birklacken, Dallwitz, Dreibrücken, Kampeneck, Oberschwalben, Schwalbental, Schwerfelde und Storchfelde.

## Kirche Jodlauken
Bei der heute zweckentfremdeten Kirche Jodlauken (russisch Кирха Йодлаукена) handelt es sich um einen massiven rechteckigen Bau aus dem Jahre 1746 mit kleinem hölzernen Dachreiter. Der Innenraum ist flach gedeckt, und Altar und Kanzel bildeten ein Ganzes. Zur Ausstattung gehörten Reste eines gotischen Schnitzaltars (um 1520), die dem Meister der Wurzel Jesse in der St.-Georgs-Kirche in Friedland (heute russisch: Prawdinsk) zugeschrieben wurde. Die Kirche besaß eine Orgel sowie zwei Glocken.

### Kirchengemeinde
Seit 1718 war Jodlauken mit seiner überwiegend evangelischen Bevölkerung Pfarrsitz und zentraler Ort für ein weitflächiges  Kirchspiel. Die Kirchengemeinde gehörte bis 1945 zum Kirchenkreis Insterburg (heute russisch: Tschernjachowsk) in der Kirchenprovinz Ostpreußen der Kirche der Altpreußischen Union.
Nach 1945 kam alles kirchliche Leben während der Zeit der Sowjetunion zum Erliegen. In den 1990er Jahren bildete sich in Wolodorowka eine neue evangelisch-lutherische Gemeinde, die zur Kirchenregion der Stadt Tschernjachowsk gehört. Sie ist in die Propstei Kaliningrad in der Evangelisch-Lutherischen Kirche Europäisches Russland eingegliedert.

### Kirchspielorte
Zum weitflächigen Kirchspiel Jodlauken resp. Schwalbental gehörten außer dem Pfarrort noch 44 Orte und kleinere Ortschaften (* = Schulorte):
| Name                   | Name (1938–1946) | Name (seit 1946)   |  | Name                      | Name (1938–1946) | Name (seit 1946) |
| ---------------------- | ---------------- | ------------------ |  | ------------------------- | ---------------- | ---------------- |
| Alt Gudehlen           |                  |                    |  | *(Adlig) Keppurren        | Kranichfelde     | Sibirskoje       |
| Amalienhof             |                  |                    |  | Mühle Keppurren           | Friedrichsmühle  | Pereleski        |
| Andreashof             |                  |                    |  | Klein Jurlauken           |                  |                  |
| Baginski               | Freimannsdorf    |                    |  | Klein Triaken             |                  |                  |
| Berszienen/Berschienen | Birklacken       | Prudki             |  | Kranichbruch, Forst       |                  |                  |
| *Blockinnen            | Blocken          | Otradnoje          |  | *Leputschen               | Oberschwalben    | Lermontowo       |
| Dallwitz [Fh.]         |                  | Saratowskoje       |  | Lugowen                   | Groß Lugau       | Tschaikowskoje   |
| Daubarren              |                  |                    |  | *Muldszehlen/Muldschehlen | Muldenwiese      | Medwedewka       |
| Davidehlen             | Lehmfelde        | Saizewo            |  | Nendrinnen                | Altlugau         |                  |
| Draskinehlen           | Neu Lugau        |                    |  | Neuhausen                 |                  |                  |
| *Draupchen             | Friedenau        | Maloje Kruschinino |  | Neusiedel                 |                  |                  |
| Eschenwalde            |                  |                    |  | Neu Gudehlen              | Neumulden        |                  |
| Friedrichsgabe         |                  | Furmanowo          |  | Neu Lenkutschen           |                  |                  |
| Friedrichshuld         |                  | Pestschanaja       |  | Nimmerfried               |                  |                  |
| Gandrinnen             | Storchfelde      |                    |  | Ostlöpschen               | Ostilmen         | Kusnetschny      |
| Grabowen               | Roßweiden        | Sibirskoje         |  | *Potrempschen             | Kleinlugau       | Wolschskoje      |
| Gravenort              |                  | Repino             |  | Radszuhnen                |                  | Korsakowo        |
| *Groß Drutschlauken    | Hasenfeld        | Dubrowka           |  | Rudlacken                 | Eichenwalde      |                  |
| Grünheide              |                  |                    |  | Ruhendorf                 |                  |                  |
| Kamputschen            | Kampeneck        |                    |  | Stagutschen               | Dallwitz         | Listowoje        |
| Karlsdorf              |                  |                    |  | Triaken                   | Schwerfelde      | Snamenskoje      |
| Karolinen              |                  | Donskoje           |  | Warlin                    |                  | Sowjetskoje      |

### Pfarrer (1718–1945)
Von der Gründung des Kirchspiels Jodlauken im Jahre 1718 bis Kriegsende 1945 waren 20 Geistliche in Jodlauken/Schwalbental tätig:
- Fabian Kalau, 1718–1723
- Friedrich Pauli, 1723–1730
- Conrad Wolfgang Schaar, 1731–1734
- Daniel Simon Wilcke, 1734–1736
- Johann Jacob Pauli, 1737–1753
- Gottlieb Andreas Kahnert, 1748–1756
- Christoph Albrecht Cramer, 1756–1763
- Heinrich Bernhard Koppe, 1763–1780
- Andreas Schmidt, 1781–1782
- Daniel Friedrich Wüsthoff, 1782–1808
- Johann Friedrich Hertell, 1808–1809
- Carl Samuel Paarmann, 1809–1831
- Johann Wilhelm A. Ziegler, 1831–1842
- Theodor Wilhelm Leopold Weinreich, 1842–1853
- Theodor Otto Pastenaci, 1853–1863[12]
- Heinrich Moritz Hirsch, 1863–1881
- Georg  Höning, 1882–1895[13]
- Johann Gottlieb Heinrich Schundau, 1896–1904
- Bruno Strehl, 1904–1927
- Ernst Kucharski, 1927–1945

## Persönlichkeiten
- Ernst Thomaschky (1895–1979), deutscher Fußballfunktionär und -schiedsrichter